# 福井烈
福井 烈（ふくい つよし、1957年6月22日 - ）は、福岡県門司市（現北九州市門司区）出身の男子プロテニス選手。ヨネックスアドバイザリースタッフ。日本テニス協会常務理事。日本オリンピック委員会専務理事。柳川商業高等学校卒業。中央大学法学部中退。

## 来歴・人物
小学校5年生の時に、兄の影響でテニスを始める。高校は強豪の柳川商業高校（現・柳川高校）に進学した。高校ではインターハイ3連覇を含む「169連勝」という記録を達成した。
アメリカにテニス留学をした後、中央大学に進学し、学生タイトルを総なめにした後、1977年に当時史上最年少の20歳で全日本テニス選手権を制覇した。その後1979年まで全日本3連覇を達成し、同年プロデビューした。
現役時代は、正確なストロークを持つオールラウンド・プレーヤーとして活躍した。全日本選手権シングルス優勝7回の史上最多記録を持つ。1978年から1987年まで、デビスカップ日本代表として当時史上最多出場（シングルス39試合、ダブルス3試合）を果たし、10年間デビスカップの日本代表選手を務めた。彼は1979年から1987年まで、9年連続全日本ランキングシングルス1位を維持した。しかし日本国内での活動に重点を置き、海外の大会にはほとんど出場しなかった。下部大会も含めデビスカップを除く海外の大会に出場したのは79年~84年にかけての5年間であり、グランドスラムへの出場は1980年の全仏オープンにドイツ人選手と組んでダブルスで出場し、2回戦に進出したのが単複合わせて唯一の本戦出場であった。
1992年から1996年までデビスカップ監督、1992年バルセロナ五輪日本代表監督、1996年アトランタ五輪のヘッドコーチ、2000年シドニー五輪の日本代表監督を務めた。2009年現在は日本テニス協会常務理事、同・強化本部副本部長としての役職を務める傍ら、テレビ解説、雑誌での対談などを通してテニスの楽しさを伝えるための活動を精力的に行っている。2019年東京オリンピック・パラリンピック競技大会組織委員会常務理事。
2019年11月26日、日本オリンピック委員会（JOC）は、東京2020オリンピックに向け、JOC専務理事の福井が日本代表選手団の団長に、JOC選手強化本部長の尾縣貢が総監督にそれぞれ就任することを発表した。
びわこ成蹊スポーツ大学教授の植田実と生年月日・血液型・出身地が同じで、小学校から大学までダブルスでペアを組んでいた。

## 主な戦績
- 全日本テニス選手権大会シングルス優勝7回（史上最多）
- 全日本室内テニス選手権大会シングルス優勝6回
- 10年連続デビスカップ日本代表（1979年-1987年）
- 9年連続JOPランキング1位（1979年-1987年）
- 1981年-1983年、1985年日本プロテニス協会MVP
- セイコー・スーパー・テニス10年連続出場（1978年-1987年）